# Reincarnated
Reincarnated – dwunasty studyjny album amerykańskiego rapera Snoop Dogga, którego premiera odbyła się 23 kwietnia 2013 roku. Był to jego pierwszy projekt reggae wydany pod pseudonimem Snoop Lion. Wydawnictwo ukazało się nakładem wytwórni Berhane Sound System, Mad Decent, Vice Records oraz RCA Records.
Płyta została wyprodukowana w głównej mierze przez Diplo oraz jego projekt muzyczny Major Lazer. Ponadto poszczególne utwory skomponowali Dre Skull, Ariel Rechtshaid, 6Blocc, Zion I Kings, Zach Condon, Supa Dups, Jus Bus, Akon, Leslie Brathwaite, Terrace Martin, Kyle Townsend oraz John Hill.
W podstawowej wersji albumu występują gościnnie: Angela Hunte, Mavado, Popcaan, Drake, Cori B, Mr. Vegas, Collie Buddz, Akon, Iza, Rita Ora oraz Miley Cyrus. Natomiast w edycji deluxe: Jahdan Blakkamoore, Busta Rhymes i Chris Brown.
W 2014 r. album był nominowany do Nagrody Grammy w kategorii Best Reggae Album.

## Single
Pierwszy promocyjny singel zatytułowany „La La La”, produkcji Major Lazer oraz Dre Skull, został wydany 20 lipca 2012 roku. Teledysk powstały do utworu, w reżyserii Eli Roth opublikowano 31 października 2012 r. Utwór był notowany w Belgii na liście przebojów Ultratop. Dotarł do 21 miejsca. Natomiast oficjalny singel pt. „Here Comes the King”, także produkcji Major Lazer oraz Ariela Rechtshaida i 6Blocc, z gościnnym udziałem Angelii Hunte został opublikowany 3 grudnia 2012. Utwór dotarł do 124. pozycji notowania SNEP. Premiera klipu odbyła się 7 lutego 2013 roku.
Drugi utwór „Lighters Up” promujący album był wyprodukowany przez Dre Skulla i Major Lazer. Gościnnie wystąpili jamajscy wokaliści Mavado i Popcaan oraz niewymieniony Jahdan Blakkamoore. Singel wydano 18 grudnia 2012 r. w serwisie iTunes oraz powstały do niego teledysk na kanale muzycznym Vevo, 2 lutego 2013 roku. Piosenka dotarła do 3. miejsca amerykańskiej listy przebojów Reggae Digital Songs.

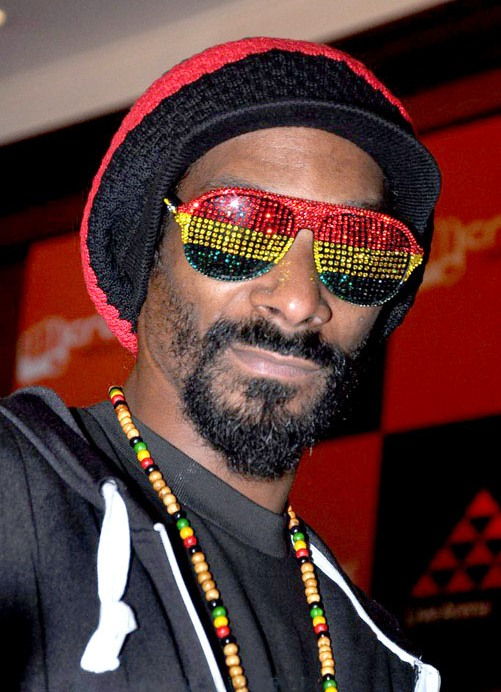
Snoop Dogg jako Snoop Lion.

Trzeci singel „No Guns Allowed” został wydany 2 kwietnia 2013 r. W utworze wystąpili Cori B – córka Snoop Dogga i kanadyjski raper Drake. Teledysk miał swoją premierę trzy dni później na kanale muzycznym Vevo. Piosenka dotarła do 2. pozycji amerykańskiej listy przebojów Reggae Digital Songs.
4 kwietnia 2013 roku opublikowano ostatni singel pt. „Ashtrays and Heartbreaks” w którym gościnnie wystąpiła piosenkarka pop Miley Cyrus. 30 maja 2013 roku w Vevo wydano teledysk do tego utworu. Utwór zadebiutował na szczycie notowania Reggae Digital Songs.

## Sprzedaż
Album zadebiutował na 16. miejscu amerykańskiej listy sprzedaży Billboard 200 z wynikiem 21 000 egzemplarzy. W drugim tygodniu sprzedano dodatkowo 8 600 kopii. W następnym tygodniu uzyskano wynik 4 700 sztuk. W kolejnym tygodniu sprzedaż wyniosła 2 900 płyt. Do maja 2015 r. w Stanach Zjednoczonych sprzedano ponad 104 000 egzemplarzy płyty Reincarnated.

## Lista utworów
Źródło.
| Nr  | Tytuł utworu                                    | Autor | Producent                                             | Długość |
| --- | ----------------------------------------------- | --- | ----------------------------------------------------- | ------- |
| 1.  | „Rebel Way”                                     | Calvin Broadus, Andrew Bain, Wayne Henry, Andrew Hershey, Thomas Pentz, Ariel Rechtshaid                                                                                        | Dre Skull, Major Lazer                                | 4:44    |
| 2.  | „Here Comes the King” (gości. Angela Hunte)     | Broadus, Raoul Gonzalez, Angela Hunte, Pentz Rechtshaid | Major Lazer, Ariel Rechtshaid, 6Blocc                 | 3:25    |
| 3.  | „Lighters Up” (gości. Mavado & Popcaan)         | Broadus, Bain, David Brooks, Henry Hershey, Pentz Rechtshaid, Andrae Sutherland                                                                                                 | Dre Skull, Major Lazer                                | 3:48    |
| 4.  | „So Long” (gości. Angela Hunte)                 | Broadus, Laurent Alfred, Bain, David Goldfine, Henry Hunte, Pentz Rechtshaid | Major Lazer, Zion I Kings                             | 3:40    |
| 5.  | „Get Away” (gości. Angela Hunte)                | Broadus, Elan Atias, Hunte, Pentz, Rechtshaid | Major Lazer, Ariel Rechtshaid                         | 3:27    |
| 6.  | „No Guns Allowed” (gości. Drake & Cori B)       | Broadus, Bain, Zach Condon, Aubrey Graham, Henry, Hershey, Hunte, Pentz, Rechtshaid                                                                                             | Major Lazer, Ariel Rechtshaid, Dre Skull, Zach Condon | 3:31    |
| 7.  | „Fruit Juice” (gości. Mr. Vegas)                | Broadus, Bain, Noel Davey, Henry, Lloyd James, Pentz, Rechtshaid, Clifford Smith, Ian Smith                                                                                     | Major Lazer, Ariel Rechtshaid                         | 2:37    |
| 8.  | „Smoke the Weed” (gości. Collie Buddz)          | Broadus, Bain, M. Chin, Ted Chung, Colin Harper, Henry, Nellie Hooper, Hunte, Simon Law, Larry Marshall, Paul Preston Palmer, Dwayne Chin Quee, Berrisford Romeo, Caron Wheeler | Supa Dups, Major Lazer, Jus Bus                       | 3:28    |
| 9.  | „Tired of Running” (gości. Akon)                | Broadus, Leslie Brathwaite, Aliaune Thiam, Giorgio Tuinfort | Akon, Leslie Brathwaite                               | 4:10    |
| 10. | „The Good Good” (gości. Iza)                    | Diane Warren | Terrace Martin, Kyle Townsend                         | 3:54    |
| 11. | „Torn Apart” (gości. Rita Ora)                  | Broadus, John Hill, Hunte, Pentz, Rechtshaid, David Taylor | Major Lazer, John Hill, Ariel Rechtshaid              | 3:30    |
| 12. | „Ashtrays and Heartbreaks” (gości. Miley Cyrus) | Broadus, Hershey, Hunte, Pentz, Rechtshaid | Major Lazer, Ariel Rechtshaid, Dre Skull              | 4:06    |
|     |                                                 | |                                                       | 44:20   |

| Edycja deluxe (dodatkowe utwory) | Edycja deluxe (dodatkowe utwory)             | Edycja deluxe (dodatkowe utwory)                                                                     | Edycja deluxe (dodatkowe utwory)         | Edycja deluxe (dodatkowe utwory) |
| Nr                               | Tytuł utworu                                 | Autor                                                                                                | Producent                                | Długość                          |
| -------------------------------- | -------------------------------------------- | --- | ---------------------------------------- | -------------------------------- |
| 1.                               | „Boulevard” (gości. Jahdan Blakkamoore)      | Broadus, Pentz, Rechtshaid, Hershey, Henry, Bain, Donat Roy, Jackie Mittoo                           | Major Lazer, Ariel Rechtshaid, Dre Skull | 3:12                             |
| 2.                               | „Remedy” (gości. Busta Rhymes & Chris Brown) | Broadus, Hunte, Rechtshaid, Pentz, Trevor Smith, Andrew Williams, Abdul Wahab Lafta, Johnson Etienne | Major Lazer, Ariel Rechtshaid            | 3:00                             |
| 3.                               | „La La La”                                   | Broadus, Pentz, Rechtshaid, Joelle Clarke, Ken Boothe, William Cole                                  | Major Lazer, Ariel Rechtshaid            | 3:27                             |
| 4.                               | „Harder Times” (gości. Jahdan Blakkamoore)   | Broadus, Pentz, Rechtshaid, Ken Boothe, William Cole, Hershey, Henry, Bain                           | Dre Skull, Major Lazer                   | 3:32                             |
|                                  |                                              | |                                          | 13:11                            |

## Notowania
| Lista sprzedaży (2013–2014)      | Najwyższa pozycja |
| -------------------------------- | ----------------- |
| ARIA Charts                      | 23                |
| Ö3 Austria Top 40                | 12                |
| Ultratop                         | 50                |
| Billboard Canadian Albums        | 14                |
| MegaCharts                       | 75                |
| SNEP                             | 56                |
| GfK Entertainment                | 20                |
| FIMI                             | 89                |
| Official New Zealand Music Chart | 31                |
| Promusicae                       | 90                |
| Swiss Hitparade                  | 13                |
| UK Albums Chart                  | 34                |
| UK R&B Singles and Albums Charts | 4                 |
| Billboard 200                    | 16                |
| Independent Albums               | 3                 |
| Reggae Albums                    | 1                 |